# Цензурный комитет

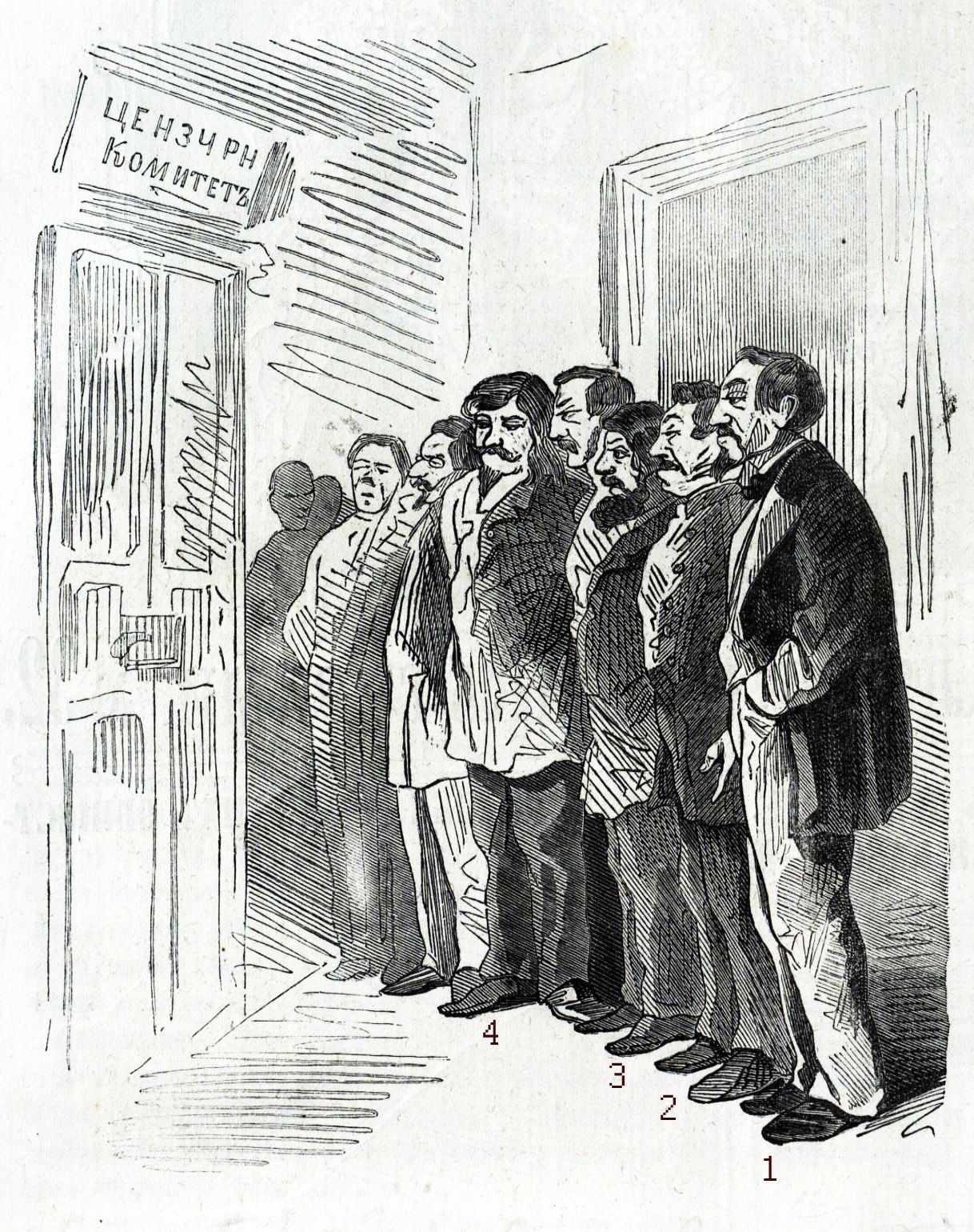
Редакторы журналов отстаивают свои статьи. (1 — Н. А. Некрасов; 2 — В. С. Курочкин; 3 — С. С. Громека; 4 — М. М. Достоевский.). Карикатура сатирического журнала «Искра». 1862

Цензу́рный комите́т — комитет, созданный в Российской империи при Министерстве народного просвещения во исполнение Устава о цензуре от 9 июля 1804.
Устав о цензуре, в частности, гласил:

1. Цензура имеет обязанностию рассматривать всякого рода книги и сочинения, назначаемые к общественному употреблению.

2. Главный предмет сего рассматривания есть доставить обществу книги и сочинения, способствующие к истинному просвещению ума и образованию нравов, и удалить книги и сочинения, противные сему намерению.

3. На сем основании, ни одна книги или сочинение не должно быть напечатано в Империи Российской, ни пущено в продажу, не быв прежде рассмотрено цензурою.

Центральным цензурным комитетом был Санкт-Петербургский Цензурный комитет, который подчинялся непосредственно попечителю Санкт-Петербургского учебного округа. Одновременно были созданы цензурные комитеты при Московском, Виленском, Дерптском, Кавказском округах, а позднее и в других. Цензуре подлежали все печатные и рукописные издания.
В начале XX века Цензурные комитеты входили в состав Министерства внутренних дел.